# Zettabyte-Ära
Die Zettabyte-Ära (auch Zeitalter des Zettabyte, engl. Zettabyte Era, auch Zettabyte Zone) ist eine Periode in der Geschichte der Informatik und Menschheit, die je nach genauer Definition in zwei unterschiedlichen Jahren begonnen hat: Eine davon ist, dass der jährliche globale Internet-Datenverkehr ein Zettabyte überschreitet, was erstmals 2016 der Fall war. Eine andere Definition ist, dass die Gesamtheit aller digitalen Daten auf der Erde ein Zettabyte überschreitet, was laut Schätzungen bereits 2012 der Fall war. Ein Zettabyte ist eine Maßeinheit in der Digitaltechnik und entspricht 1.000.000.000.000.000.000.000 (1021) Byte.
Es wurde geschätzt, dass es auf der Erde bis 2020 weltweit mehr als 40 Zettabyte an digitalen Daten geben würde.
Die IDC prognostizierte, dass die Menge an Daten, die jedes Jahr generiert werden, bis zum Jahr 2023 auf 103 Zettabyte und bis 2025 auf 175 Zettabyte anwachsen werden würde. Des Weiteren schätzten sie, dass zwischen 2018 und 2025 insgesamt 22 Zettabyte an digitalem Speicher für alle Speichermedientypen ausgeliefert werden, wobei knapp 59 Prozent dieser Kapazität von der Festplattenindustrie bereitgestellt würden.
Die Zettabyte-Ära kann außerdem als Zeitalter des generellen Wachstums von Formen digitaler Daten, die auf der Welt existieren, verstanden werden, einschließlich des öffentlichen Internets, aber auch allen anderen Formen von gespeicherten Daten wie etwa Videodaten von Überwachungskameras oder Audiodaten von Telefonaten.
Die Zettabyte-Ära könnte langfristig zu Schwierigkeiten für Rechenzentren, mit dem schnellen Wachstum des Datenverbrauchs, der Datenerstellung und -reproduktion Schritt zu halten, führen.

## The Zettabyte Era: Trends and Analysis
Im Jahr 2016 gab Cisco Systems in einem Bericht namens The Zettabyte Era: Trends and Analysis bekannt, dass die Zettabyte-Ära nun Realität sei, als der global geschätzte IP-Verkehr 1,2 Zettabyte erreichte. Cisco hat in seinem Bericht auch zukünftige Vorhersagen zum globalen IP-Verkehr gemacht. Dieser Bericht verwendet aktuelle und vergangene globale IP-Verkehrsstatistiken, um zukünftige Trends vorherzusagen. Der Bericht prognostiziert Trends zwischen 2016 und 2021. Nachfolgend sind einige der Prognosen für 2021 aus dem Bericht aufgeführt:
- Der weltweite IP-Verkehr wird sich verdreifachen und wird auf 3,3 Zettabyte pro Jahr geschätzt.
- Im Jahr 2016 machte der gesamte Videoverkehr (z. B. Netflix und YouTube) weltweit 73 Prozent des gesamten IP-Verkehrs aus. Im Jahr 2021 wird dieser auf 82 Prozent des gesamten Verkehrs ansteigen.
- Die Anzahl der an IP-Netzwerke angeschlossenen Geräte wird mehr als das Dreifache der Weltbevölkerung betragen.
- Die Zeit, die eine Person benötigt, um die gesamten Videodateien anzusehen, die in einem Monat globale IP-Netzwerke durchqueren, beträgt 5 Millionen Jahre.
- Der Personal-Computer-(PC-)Verkehr wird von dem Smartphone-Verkehr abgehängt. Der PC-Verkehr wird bis 2021 25 Prozent des gesamten IP-Verkehrs ausmachen, während der Smartphone-Verkehr 33 Prozent ausmachen wird.
- Die durchschnittliche weltweite Breitbandgeschwindigkeit wird sich verdoppeln
- Edge Computing gewinnt an Bedeutung, besonders im Finanzsektor und der industriellen Produktion[13]

## Faktoren
Nachfolgend eine Vorstellung von einigen Faktoren, die zu der Zettabyte-Ära geführt haben.

### Video-Streaming
Es gab in den letzten Jahren einen großen und stetig wachsenden Konsum von Multimedia, insbesondere von Video-Streaming im Internet, der zum Beginn der Zettabyte-Ära maßgeblich beigetragen hat. Im Jahr 2011 wurden schätzungsweise 25 bis 40 Prozent des gesamten IP-Verkehrs von Video-Streaming-Diensten in Anspruch genommen.
Seitdem hat sich der Video-IP-Verkehr auf geschätzte 73 Prozent des gesamten IP-Verkehrs nahezu verdoppelt. Darüber hinaus sagte Cisco voraus, dass sich dieser Trend auch in Zukunft fortsetzen wird, und schätzt, dass bis ins Jahr 2021 82 Prozent des gesamten IP-Verkehrs aus dem Videoverkehr stammen werden.

### Zunehmender drahtloser und mobiler Datenverkehr
Die Verwendung mobiler Technologien für den Zugriff auf IP-Netzwerke hat zu einer Zunahme des gesamten IP-Verkehrs in der Zettabyte-Ära geführt. Im Jahr 2016 waren die meisten Geräte, die IP-Verkehr und andere Datenströme verschoben haben, festverdrahtete Geräte. Seitdem hat der drahtlose und mobile Verkehr zugenommen und wird voraussichtlich weiterhin rapide zunehmen.
Nach Schätzungen wird der Datenverkehr von Smartphones den von PCs im Jahr 2021 überholen: Es wird prognostiziert, dass PCs bis dahin 25 Prozent des gesamten Datenverkehrs ausmachen werden, verglichen mit 46 Prozent im Jahr 2016, während der Smartphone-Datenverkehr voraussichtlich von 13 auf 33 Prozent ansteigen wird.

### Zunehmendes Wissen
Ein weiterer potentieller Faktor, der zu der Zettabyte-Ära geführt haben könnte, ist die Tatsache, dass die Verdopplungszeit des gesamten Wissen der Menschheit in den letzten Jahren kontinuierlich drastisch gesunken ist. Durch den Trend, sein Wissen auf das Internet auszulagern, steht der Menschheit immer mehr Information in immer kürzerer Zeit zur Verfügung. Der US-amerikanische Wissenschaftler Richard Buckminster Fuller schätzte in seinem 1982 erschienenem Buch Critical Path, dass sich das Wissen der Menschheit bis etwa 1900 etwa alle 100 Jahre verdoppelt hat. 1945 lag die Verdopplungszeit geschätzt noch bei 25 Jahren und im Jahr 1982 nur noch bei 12 bis 13 Monaten. IBM schätzte, dass sich das gesamte Wissen der Menschheit im Jahr 2020 alle 12 Stunden verdoppeln wird. Nach anderen Quellen verdoppelte sich das Wissen der Menschheit mit dem Informationszuwachs von 1950 alle 50 Jahre, mit dem von 1980 alle sieben Jahre und mit dem von 2010 etwa alle vier Jahre.
Damit einhergehend wird sich mutmaßlich jedoch auch die Half-life of knowledge, also die Zeit, wie lange es dauert, bis Wissen veraltet bzw. irrelevant ist oder sich als falsch erweist, massiv verkürzen.

### Erhöhte Breitbandgeschwindigkeit
Breitband verbindet Internetnutzer mit dem Internet. Daher hängt die Geschwindigkeit der Breitbandverbindung direkt mit dem IP-Verkehr zusammen. Je höher die Breitbandgeschwindigkeit ist, desto größer ist die Wahrscheinlichkeit, dass mehr Verkehr IP-Netzwerke durchqueren kann. Cisco schätzt, dass sich die Breitbandgeschwindigkeit bis 2021 im Vergleich zu 2016 voraussichtlich nahezu verdoppeln wird. Im Jahr 2016 erreichte der durchschnittliche Breitbandanschluss der Welt Geschwindigkeiten von bis zu 27,5 Mbit/s und wird voraussichtlich bis 2021 53 Mbit/s erreichen.
Trotzdem waren die Verdopplungszeiten des gesamten Internet-Datenverkehrs in den frühen Jahren des Internets aufgrund der schneller wachsenden prozentualen Anzahl an Internet-Nutzern im Vergleich zu heute deutlich kürzer: Während dieser sich in den frühen 1990er Jahren noch etwa alle 100 Tage verdoppelte, lag die Verdopplungszeit 2001 nur noch bei etwa einem Jahr. Im Jahr 2009 lag die Verdopplungszeit nur noch bei 5,32 Jahren.

### Internet der Dinge
Das Internet der Dinge (kurz IdD, engl. Internet of Things, kurz IoT) bezeichnet die Verknüpfung eindeutig identifizierbarer physischer Objekte mit einer virtuellen Repräsentation in einer Internet-ähnlichen Struktur. Mit Technologien des „Internets der Dinge“ implementierte Funktionen erlauben die Interaktion zwischen Mensch und hierüber vernetzten beliebigen elektronischen Systemen sowie zwischen den Systemen an sich. Das IdD hat maßgeblich zum Beginn der Zettabyte-Ära beigetragen.